# Frederik van Leenhof
Frederik van Leenhof (Middelburg, 1 september 1647 – Zwolle, 13 oktober 1715) was een Zwolse dominee en filosoof die een internationale controverse veroorzaakte door zijn spinozistische werk Hemel op aarde.

## Opleiding en loopbaan
Van Leenhof studeerde theologie aan de Universiteit Utrecht onder Voetius en aan de Universiteit Leiden onder Coccejus tijdens de voetiaans-coccejaanse twisten, waarbij hij zich in zijn eerste schrijfperiode (1673-'84) aan de zijde van Coccejus schaarde. Hij was kort voorganger in Abbeville (1670-'71), Nieuwvliet (1672-'78) en Velsen (1680-'81), en vestigde zich ten slotte in 1681 te Zwolle. Bij de bestudering van zijn godsdienst en het verkennen van een moderne ethiek kwam Van Leenhof tijdens zijn tweede, meer filosofische schrijfperiode (1700-'04) in aanraking met de vroege Verlichting die in de Verenigde Nederlanden opkwamen omstreeks 1650. Hij trachtte onder meer op Stoïsche en epicureïsche wijze een ethisch stelsel in een christelijke context te plaatsen in zijn werk Prediker (1700).

## "Leenhofcontroverse"
In navolging van Baruch Spinoza (1632-'77) verwierp hij ten slotte een persoonlijke God, iets wat voor de christelijke wereld van zijn tijd als ketterij gold. Van Leenhofs boek Hemel op aarde (1703) is volledig in spinozistische (pantheïstische) geest geschreven, al heeft hij steeds ontkend een aanhanger van de destijds zeer omstreden Spinoza te zijn. Hij meende dat ieder mens de hemel op aarde kon verwezenlijken door de wereld te beoordelen naar "Gods orde" (= de natuur), uitgedrukt in de natuurwetten, en door het evangelie te lezen. Zijn geschrift hield de Zwolse overheid en de Staten van Overijssel een tijdlang bezig, terwijl zowel voetianen als coccejanen eisten dat Van Leenhof zijn geschrift herriep omdat er niet naar God als verlosser, het christelijk geloof of de openbaring werd verwezen. Uiteindelijk werd Van Leenhof, die zich gedurende de slepende controverse over zijn boek nog vaak schriftelijk heeft verdedigd tegen talloze aantijgingen, in 1711/1712 eervol uit zijn ambt gezet omdat zijn ideeën gevaarlijk werden geacht voor zijn gemeente. Hemel op aarde verspreidde zich echter over heel Europa, via Duitsland langs de Oostzeesteden tot in de Baltische staten, Italië, Spanje en Portugal.

## Werken
- Keten der Bybelsche Godgeleerdheit (1678-1682) 2 delen.
- De geest en conscientie des menschen, in haar eygen wesen en werckingen, eenvoudiglijk verklaart ... (ca. 1680)
- Zedig en christelijk verandwoordschrift aan het eerwaarde classis van Seven-Wolden, daar in Cocceji God-geleerdheid met de keten verdedigd ... (1684)
- Het leven van den wijzen en magtigen konink Salomon. Leerzaamelijk voorgedragen in een kort ontwerp, van zijn geslagte, geboorte, opvoedinge, wijsheit, heerschappy, daden, heerlijkheit en verval des rijks tot zijn dood toe, en daar na (1700)
- Prediker (1700) (oorspr. titel: De Prediker van den wijzen en magtigen Konink Salomon: Kort en leerzamelijk verklaart, en op onze tijden en zeden toegepast).
- Hemel op aarde (1703) (oorspr. titel: Den hemel op aarden; of een korte en klaare beschrijvinge van de waare en stantvastige blydschap).

- Biografisch Portaal: 07672882
- Digitale Bibliotheek voor de Nederlandse Letteren: leen019
- International Standard Name Identifier: 0000 0000 2318 5774
- Library of Congress Control Number: nr2002028589
- Nederlandse Thesaurus van Auteursnamen: 273440292
- Système universitaire de documentation: 191730270
- Virtual International Authority File: 12244109
- WorldCat: E39PBJdCmGcpCQyhY8BXckK8G3